# Al-Najaf
Al-Najaf (ar: النجف) este o provincie a Irakului, situată în sudul țării. Capitala provinciei este orașul Al-Najaf. Un alt oraș important din această provincie este Al-Kufa.
1. ↑   http://www.citypopulation.de/Iraq-Cities.html Lipsește sau este vid: |title= (ajutor)